# Manuel Camilo Vial Risopatrón
Manuel Camilo Vial Risopatrón (ur. 20 maja 1935 w Santiago) – chilijski duchowny katolicki, biskup diecezji Temuco w latach 2001-2013.

## Życiorys
Święcenia kapłańskie przyjął 16 lipca 1961. Od początku związany z Ruchem Szensztackim, był asystentem kościelnym tegoż stowarzyszenia, a w 1965 założył Instytut Ojców Szensztackich.

### Episkopat
21 marca 1980 został mianowany przez papieża Jana Pawła II biskupem pomocniczym archidiecezji Santiago de Chile ze stolicą tytularną Pauzera. Sakry biskupiej udzielił mu 18 maja tegoż roku ówczesny ordynariusz tejże diecezji, kard. Raúl Silva Henríquez.
20 grudnia 1983 został mianowany biskupem diecezji San Felipe.
21 września 2001 został prekonizowany biskupem Temuco. Urząd objął 4 listopada tegoż roku.
14 maja 2013 przeszedł na emeryturę.